# Ormonde Dalton
Ormonde Maddock Dalton (Cardiff, 1866 – Holford, 1945) è stato uno storico dell'arte inglese.
Autore dell'opera Arte bizantina e archeologia (1911), fu per lungo tempo curatore delle antichità britanniche del British Museum.